# 韋謝利夫卡 (巴赫馬奇區)
51°23′55″N 32°56′1″E / 51.39861°N 32.93361°E
韋謝利夫卡（烏克蘭語：Веселівка），是烏克蘭北部的村莊，隸屬切爾尼希夫州的尼任區。該村始建於1650年，面積0.12平方公里，海拔高度122米，2006年人口33，人口密度每平方公里277.31人。